# Доннелли, Алтон Стюарт
Алтон Стюарт Доннелли (англ. Alton Stewart Donnelly; 1920—2007) — американский историк, переводчик, автор научных трудов по истории России. Почётный академик АН РБ (1992). Участник второй мировой и корейской войн. Капитан в отставке военно-морского флота США. Член Американской исторической ассоциации и Американской ассоциации содействия славянским исследованиям.

## Образование
Учился в школе в городе Kemerer (шт. Вайоминг). По завершении провёл по одному году в Университете Бригама Янга и в университете штата Вайоминг, изучая геологию.
После военной службы продолжил обучение в Калифорнийском университете в городе Беркли, штат Калифорния. Получил научные степени:
- 1949 — BS degree in business (бакалавр в области бизнеса)
- 1955 — MA (магистр искусств) (завершил образование)
- 1960 PhD in Russian History (докторская степень в области истории России). Защитил диссертацию «Оренбургская экспедиция в XVIII в.» (1960).

С 1958 по 1959 год стажировался в Ленинградском государственном университете.

## Служба
Во время Второй мировой войны служил на авианосце USS Nehenta Bay в южной части Тихого океана (1944—1946).
Как резервист призван на Корейскую войну, служил в 1950—1953 гг. Считается, что он сделал по меньшей мере 150 посадок на авианосцы.
В резерве ВМФ США (US Naval Reserve) состоял в течение двадцати лет, выйдя на пенсию в звании капитана.
Переводил с русского языка статьи по вопросам разведки ВМФ.

## Преподавание
Алтон Стюарт Доннелли в начале своей карьеры преподавал в Northern Illinois University, Fairfield College (шт. Айова). В 1966 году приехал в Бингемтон, на кафедру Бингемтонского университета штата Нью-Йорк (State University of New York at Binghamton). Здесь историк нашёл свой университет, преподавая до своего официального выхода на пенсию (почётный профессор (professor emeritus, 1985), и далее, до 1991 года.

## Религия
Мормон. Занимал должность епископа Бингемтон Уорд в 1984—1988 годах. В 1991—1993 годах он и его супруга Кэтлин Райли (Kathleen Riley) вели миссионерскую деятельность в Санкт-Петербурге.

## Научная деятельность
Многие труды Доннелли посвящены истории России, истории Башкортостана и истории Казахстана: «Завоевание Башкирии Россией. 1552—1740» (1968), «Пётр Великий и Центральная Азия», «Пётр Великий и Сибирь», «Подвижная степная граница: завоевание Башкирии и Казахстана Россией к 1850 г.», «Ремезов» и др. Некоторые из его работ были опубликованы также в «Современной энциклопедии русской и советской истории».
Он является автором исследований по русскому населению Аляски и Калифорнии, истории Российско—Американской кампании, колонизации Сибири. Выступал и как переводчик и издатель книг по истории Российско—Американской кампании, о русских общинах на Аляске, Калифорнии и Тихом океане, записок путешественника Джона Кастла о казахском хане Абулхаире и другие, в разное время изданных в России и СССР.
Как пишет Р. Г. Кузеев в энциклопедической статье об историке, «Доннели впервые в западной историографии подробно исследовал историю Башкортостана 16-18 вв.: факторы присоединения к России, превращение Башкортостана во внутреннюю область Российского государства; политическую и культурно-религиозную традиции кочевников; реакцию башкирского общества на экспансию России на Урал».
Являлся почётным академиком Академии наук Республики Башкортостан (1992).